# (34373) 2000 RT44
2000 RT44 (asteroide 34373) é um asteroide da cintura principal. Possui uma excentricidade de 0.17036100 e uma inclinação de 11.20432º.
Este asteroide foi descoberto no dia 3 de setembro de 2000 por LINEAR em Socorro.